# 墨西哥足球甲級聯賽
墨西哥足球甲級聯賽（Ascenso MX），在被取代前为墨西哥全国足球联赛的第 2 级别，介于墨西哥足球超級聯賽与墨西哥足球乙級聯賽之间。成立于1994年。墨西哥升级联赛各有1个升级名额、1个降级名额。前身為甲組A聯賽（Primera División A），於2012年改稱為Ascenso MX，最大的轉變是球會升班不再需要認證。
2020年4月17日，墨西哥甲組足球聯賽被墨西哥足球拓展聯賽 （Liga de Expansión MX）取代。